# Agostinho José da Mota
Agostinho José da Mota, né le 18 juin 1824 à Rio de Janeiro − mort le 21 août 1878 dans la même ville, est un peintre, lithographe et enseignant brésilien,. Il est surtout connu pour ses natures mortes et ses paysages.

## Biographie
En 1837, Agostinho José da Mota intègre l’Académie impériale des Beaux-Arts à Rio de Janeiro. En 1850, il obtient le prix pour voyager en Europe. Il part pour Rome où Jean-Achille Benouville est son professeur. Il passe huit ans dans ce pays.
De retour au Brésil en 1859, il devient enseignant à l’académie. Initialement il occupe la chaire de paysage puis celle de paysage. Il contribue à plusieurs expositions artistiques, recevant une médaille d’or en 1852, l’ordre de la Rose en 1868 et l’ordre du Christ en 1871.
Parmi ses élèves figurent Modesto Brocos, Henrique Bernardelli, Pedro Peres (pt), Firmino Monteiro et José Maria de Medeiros (pt).
Thérèse-Christine de Bourbon-Siciles, impératrice du Brésil, lui commande plusieurs natures mortes.
Agostinho José da Mota est un pionnier de la peinture en plein air au Brésil, précédant Georg Grimm, souvent crédité pour cela.
À la fin de sa vie, en proie à des difficultés financières, il doit peindre des panneaux publicitaires pour survivre.

## Galerie

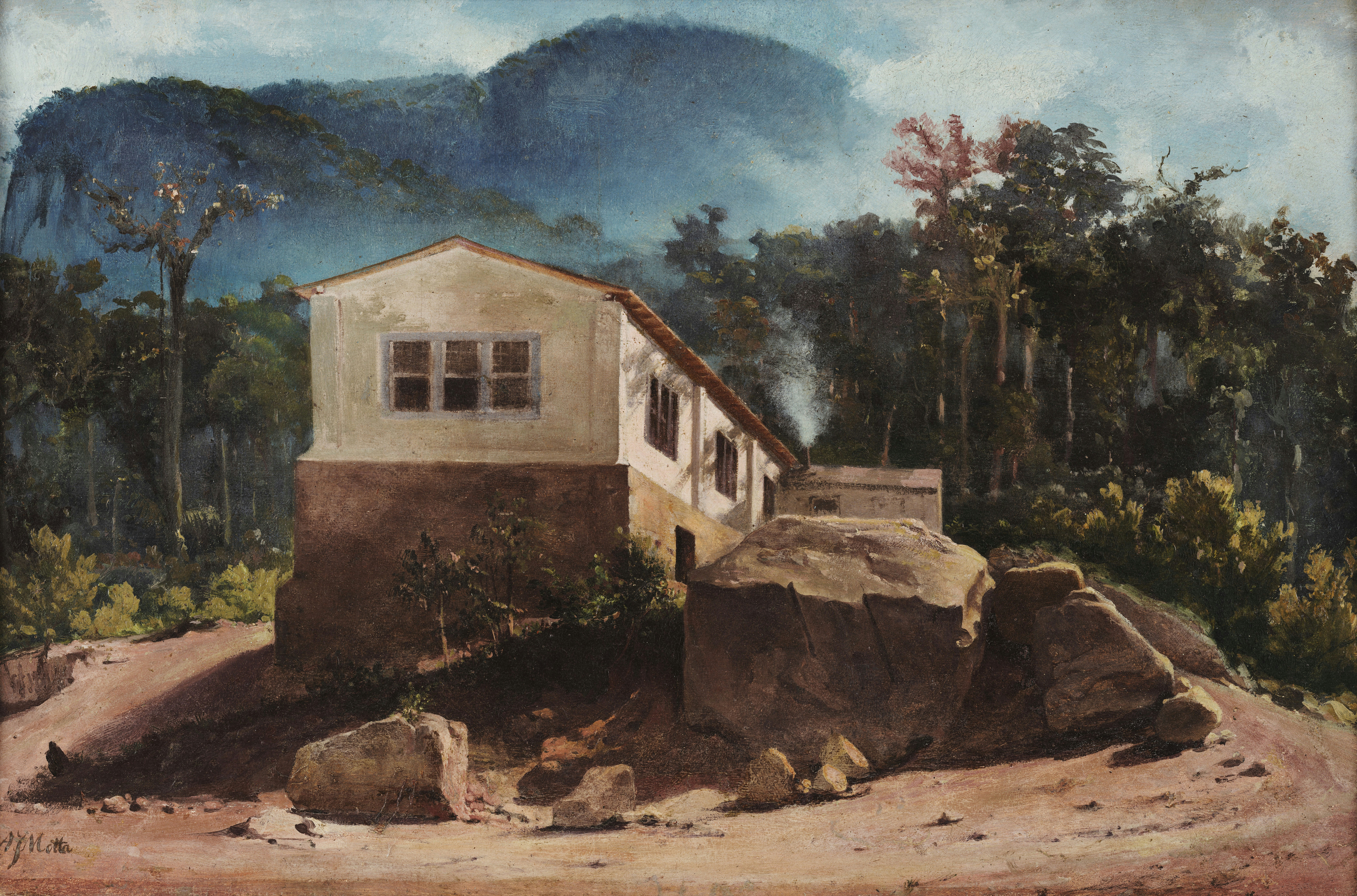
A fábrica do Barão de Capanema
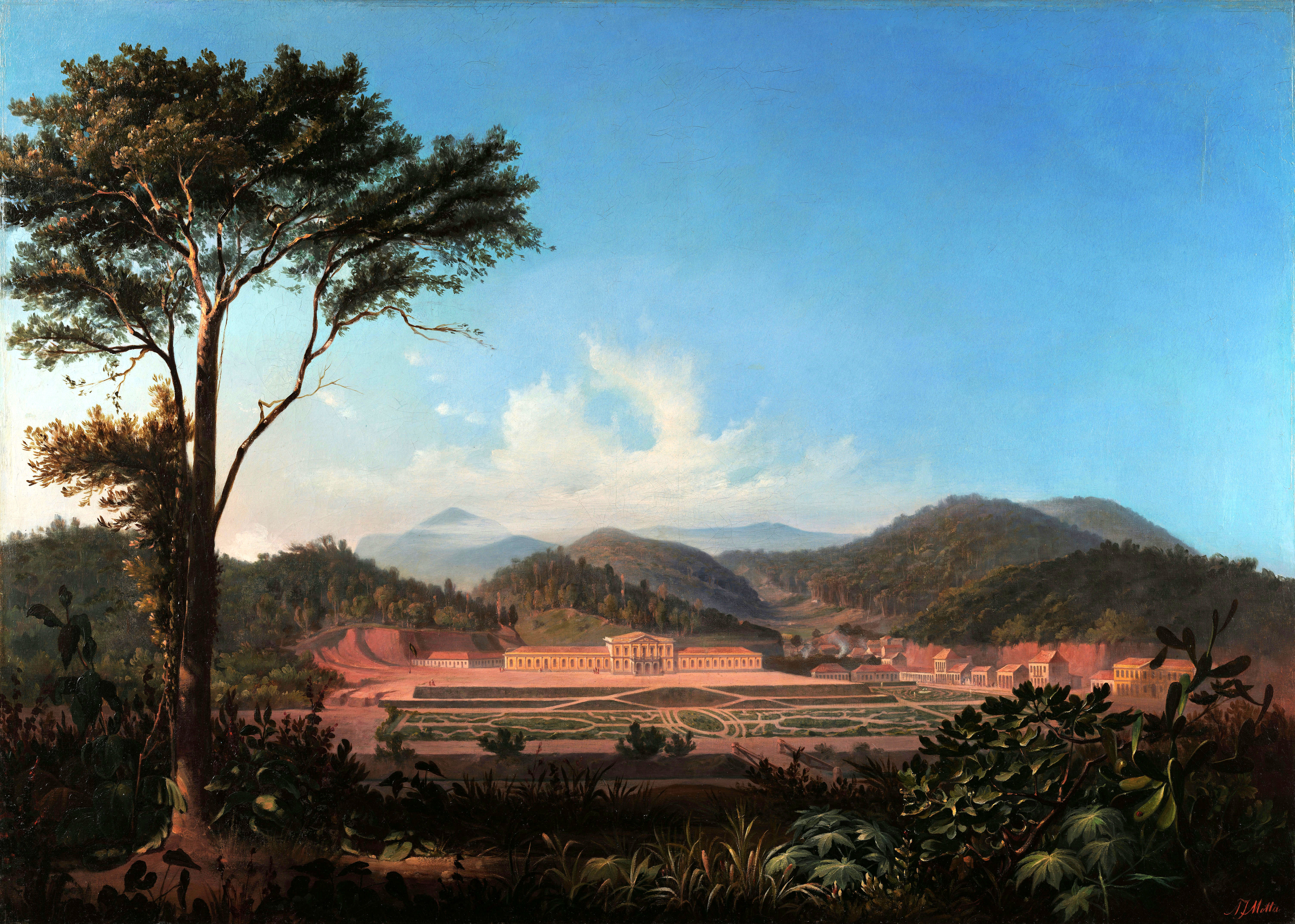
Palácio Imperial de Petrópolis
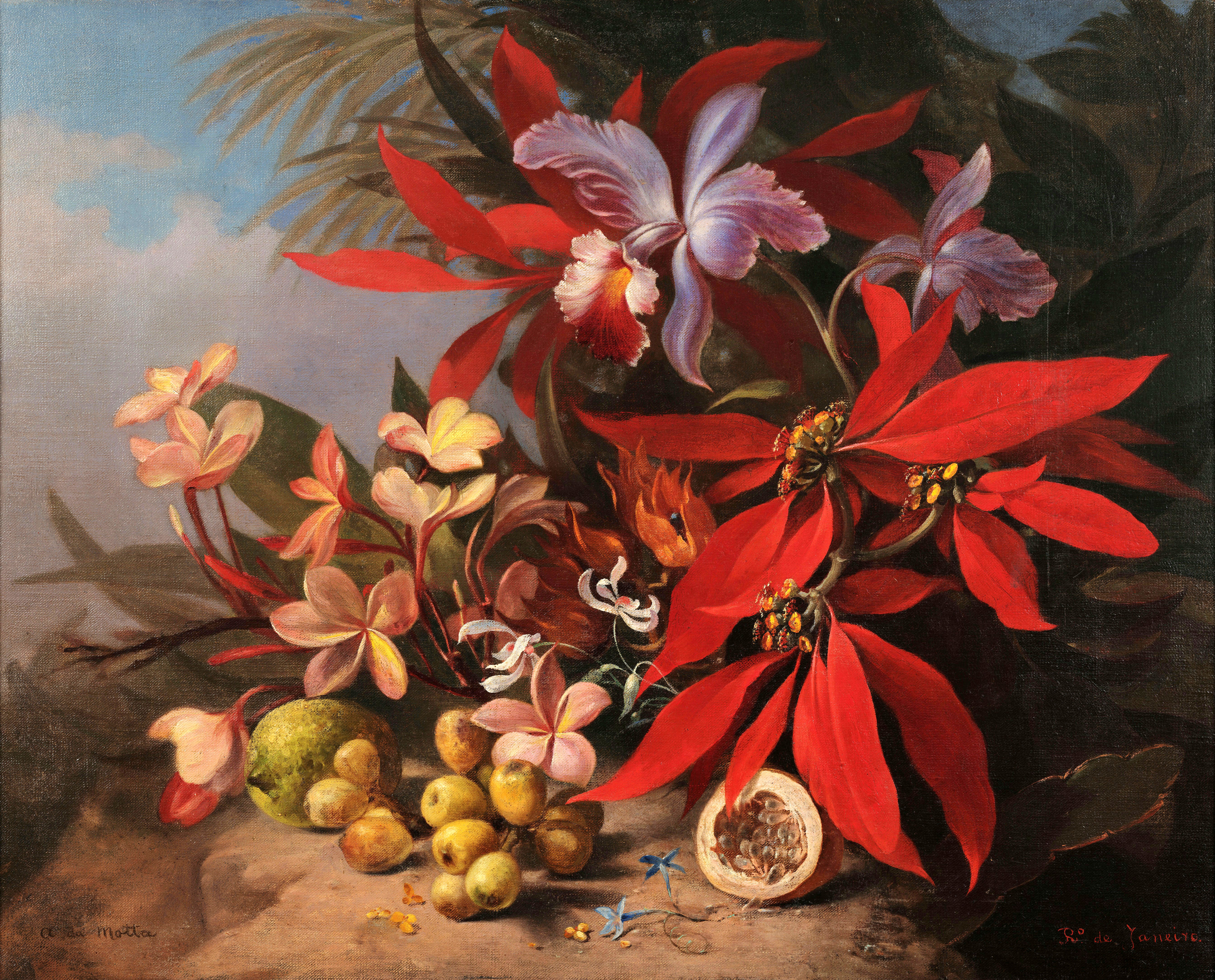
Flores (c. 1873)